# Њујорк ривју оф букс
Њујорк ривју оф букс (енгл. The New York Review of Books) амерички је двонедељни часопис о књижевности, уметности, култури, економији, науци и тренутним догађањима. Са седиштем у Њујорку, часопис је настао на основу идеје да је разговор о новим објављеним књигама незаменљива активност интелектуалаца, и да се на тај начин сагледава не само културна прошлост и друштвено стање садашњости, већ и могући токови будућности. Неретко се назива најутицајним интелектуалним часописом на енглеском језику.
У овом часопису текстови се објављују у виду дужих књижевних приказа и есеја, често написаних од стране познатих писаца. Главни и одговорни уредници од оснивања часописа 1963. били су брачни пар Роберт Б. Силверс и Барбара Епстајн. Након смрти Барбаре Епстајн 2006, Силверс је наставио да самостално уређује магазин. Од 1979. покренуто је британско издање Лондон ривју оф букс (London Review of Books), а од 1990. италијанско издање la Rivista dei Libri, које је угашено 2010. Часопис је 1999. покренуо сопствену издавачку кућу Њујорк ривју букс (New York Review Books), која објављује књижевне класике, антологије и дечије књиге. Од 2010, магазин је покренуо и онлајн блог са текстовима сарадника. На политичком-идеолошку спектру Њујорк ривју оф букс је либерално-леве оријентације, и од других часописа се разликује у томе што је уредник, по сопственим речима, допуштао потпуну слободу приликом одабира тема, инсистиравши да табу теме не постоје. У 21. веку, у време велике комерцијализације и банализације медијског садржаја, овај магазин је остао један од ретких новинских простора на енглеском говорном подручју, у коме се може објавити дужи есеј и вероватно последње место у коме се чланци и даље пишу на академски начин јасно разумљивим језиком.
Поводом педестогодишњице часописа, Мартин Скорсезе је 2015. снимио документарац 50 година расправе, у коме се истражује историја и широки утицај часописа на амерички друштвени и политички живот.

## Сарадници
Многобројни амерички и интернационални књижевници, научници и интелектуалци написали су есеј или низ есеја за овај часопис. Између осталих: Едмунд Вилсон, Владимир Набоков, Сузан Сонтаг, Гор Видал, Стивен Гринблат, Жан-Пол Сартр, Лилијан Хелман, Маргарет Атвуд, Роналд Дворкин, В. Х. Одн, Роберт Лоуел, Џејсон Епстајн, Елизабет Хардвик, Исаија Берлин, Хана Арент, Џон Бериман, Труман Капоте, Сол Белоу, Мери Макарти, Пол Гудман, Харолд Блум, Ирвинг Хау, Алфред Казин, Двајт Макдоналд, Норман Мејлер, Адријен Рич, Вилијам Стајрон, Роберт Пен Ворен, Тимоти Гартон Еш, Јосиф Бродски, Џон Максвел Куци, Џон Кенет Галбрејт, Надин Гордимер, Ралф Нејдер, Видјадар Сураџпрасад Најпол, Саманта Пауер, Џон Серл, Стивен Џеј Гулд, Кристофер Хиченс, Пол Кругман, Тимоти Д. Снајдер, Џорџ Сорос, Дезмонд Туту, Џоун Дидион, Дерек Волкот, Џон Апдајк, Стивен Вајнберг, Чарлс Симић и многи други. 